# Porte (アルバム)
『porte』（ポルテ）は、日本のシンガーソングライター須田景凪の2枚目のEP。2019年8月21日発売。発売元はワーナーミュージック・ジャパン系列のunBORDE。

## 背景とリリース
前作『teeter』より約7か月ぶりのリリース。初回限定盤と通常盤の2形態で発売された。

## チャート成績
オリコン2019年9月2日付の週間ランキングで最高7位を記録。

## ミュージック・ビデオ
veil
アニメーション：アボカド6
2019年7月に東京・中野サンプラザホールで行われた「須田景凪 TOUR 2019 "teeter"」追加公演の中で初披露され、2019年7月19日にはYouTubeで公開された。
MOIL
監督：田辺秀伸
シュールな世界観が表現されている。2019年8月19日にYouTubeで公開された。

## 収録内容
| 全作詞・作曲: 須田景凪。 |                  |           |            |                                  |      |
| #                        | タイトル         | 作詞      | 作曲・編曲 | 編曲                             | 時間 |
| 1.                       | 「veil」         | 須田景凪  | 須田景凪   | 須田景凪                         | 3:30 |
| 2.                       | 「MOIL」         | 須田景凪  | 須田景凪   | 須田景凪, トオミヨウ             | 3:40 |
| 3.                       | 「語るに落ちる」 | 須田景凪  | 須田景凪   | 須田景凪, 横山裕章(agehasprings) | 4:57 |
| 4.                       | 「青嵐」         | 須田景凪  | 須田景凪   | 須田景凪                         | 3:48 |
| 5.                       | 「couch」        | 須田景凪  | 須田景凪   | 須田景凪                         | 4:01 |
| 合計時間:                | 合計時間:        | 合計時間: | 19:58      |                                  |      |

| #  | タイトル                  | 作詞 | 作曲・編曲 |
| -- | ------------------------- | ---- | ---------- |
| 1. | 「｢porte｣ concept movie」 |      |            |
| 2. | 「｢veil｣ music video」    |      |            |
| 3. | 「｢MOIL｣ music video」    |      |            |

## 演奏
- 須田景凪：Guitar (#1.5)
- モリシー (Awesome City Club)：Guitar (#1.2.3.5)
- 村田シゲ：Bass (#1)
- 雲丹亀卓人：Bass (#2.3.5)
- 堀正輝：Drums (#1.2.3.5)
- 横山裕章：Programming & All Other Instruments (#3)

## カバー
veil
- フレデリック - 2021年12月1日発売の須田景凪とのコラボレーションEP『ANSWER』にカバーが収録されている[4]。

## タイアップ
veil
TVアニメ「炎炎ノ消防隊」エンディング主題歌
MOIL
映画「二ノ国」主題歌